# Malaya (filme)
Malaya é um filme de guerra estadunidense de 1949 dirigido por Richard Thorpe para a Metro-Goldwyn-Mayer. Foi o último filme de Sydney Greenstreet.

## Elenco
- Spencer Tracy...Carnaghan
- James Stewart...John Royer
- Sydney Greenstreet...Holandês
- Richard Loo...Coronel Tomura
- Gilbert Roland...Romano
- John Hodiak...Kellar

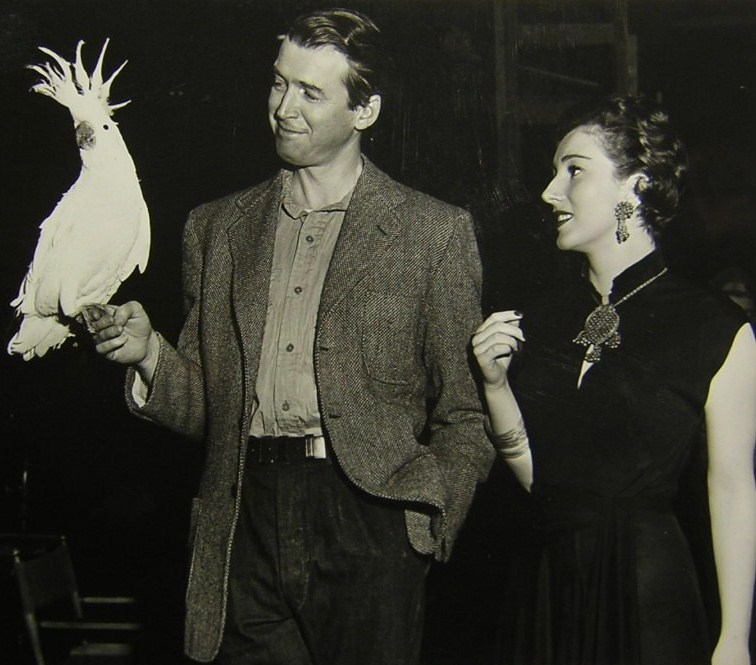
James Stewart e Valentina Cortese durante as filmagens em foto publicitária do filme

- Valentina Cortese...Luana, ex-namorada de Carnaghan, aparece em número musical cantando "Blue Moon"
- Lionel Barrymore...John Manchester, personagem fictício baseado no editor Manchester Boddy
- Roland Winters...Bruno Gerber, proprietário de plantação
- DeForest Kelley...tenente Glenson

## Sinopse
Em janeiro de 1942, pouco tempo depois da entrada dos Estados Unidos na Segunda Guerra Mundial o repórter John Royer que estava no Oriente é chamado de volta pelo editor John Manchester. Fica sabendo que os americanos estão desesperados para conseguir borracha para os veículos do exército então ele avisa que há grandes depósitos na Malásia, escondidos das tropas invasoras japonesas que vieram de Singapura. Os militares aceitam o plano de Royer e ele pede a ajuda do contrabandista Carnaghan que está preso em Alcatraz mas conhece como ninguém a região. Royer esta ressentido pela perda de um irmão na guerra e quer participar diretamente da ação com Carnaghan. A dupla visita em sigilo três grandes proprietários, um inglês, um hispano-brasileiro e um alemão. Os dois primeiros concordam em vender a borracha aos americanos mas o alemão os trai e prepara uma emboscada, obrigando-lhes a combaterem diretamente os japoneses liderados pelo Coronel Tomura.

## Produção
O roteiro do filme se baseia no plano de Manchester Boddy para conseguir a borracha da Malásia ocupada pelos japoneses após um incêndio destruir grande parte do material estocado pelo governo numa fabrica da Firestone Tire and Rubber Company em Fall River (Massachusetts). O personagem "John Manchester", interpretado por Lionel Barrymore, foi baseado em Boddy.
O filme foi originariamente planejado por Dore Schary para a RKO sob o título de Operation Malaya. Howard Hughes rejeitou tanto Operation Malaya como Battleground e Schary negociou com a MGM. O filme foi terminado pela MGM em fins de 1948 e adiado pela hesitação em lançar um filme sobre a Segunda Guerra Mundial.

## Recepção
De acordo com os registros da MGM  o filme arrecadou 1.959.000 dólares nos Estados Unidos e Canadá e 1.128.000 dólares em outros países, resultando em um lucro de 691.000 dólares.